# Macrophyes
Macrophyes is een geslacht van spinnen uit de  familie van de Anyphaenidae (buisspinnen).

## Soorten
- Macrophyes attenuata O. P.-Cambridge, 1893
- Macrophyes elongata Chickering, 1937
- Macrophyes jundiai Brescovit, 1993
- Macrophyes manati Brescovit, 1993
- Macrophyes silvae Brescovit, 1992